# Jiří Fischer (architekt)
Jiří Fischer, někdy též Georg Fischer (15. prosince 1768 Vídeň – 9. října 1828 Praha) byl rakouský architekt, pedagog a urbanista působící ve Vídni a v českých zemích. Je řazen mezi zakladatele české architektury období neoklasicismu v první třetině 19. století. Studoval na vídeňské Akademii výtvarných umění, a to u Andrease Fischera a svého otce Josepha Vincenze Fischera. Pedagogicky působil na Královském českém stavovském technickém učilišti v Praze (pozdější České vysoké učení technické v Praze).

## Život

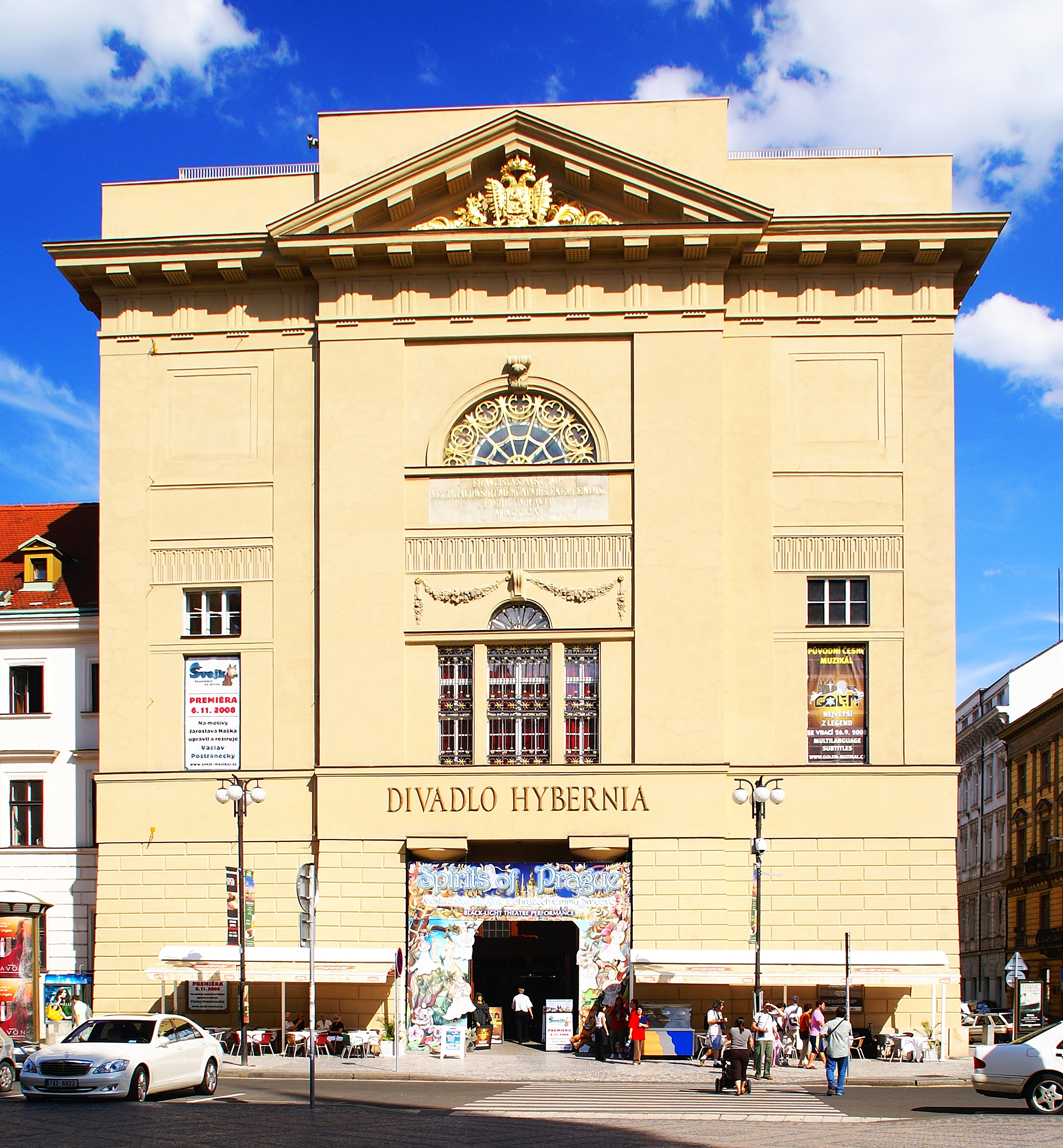
Palác u Hybernů, Praha

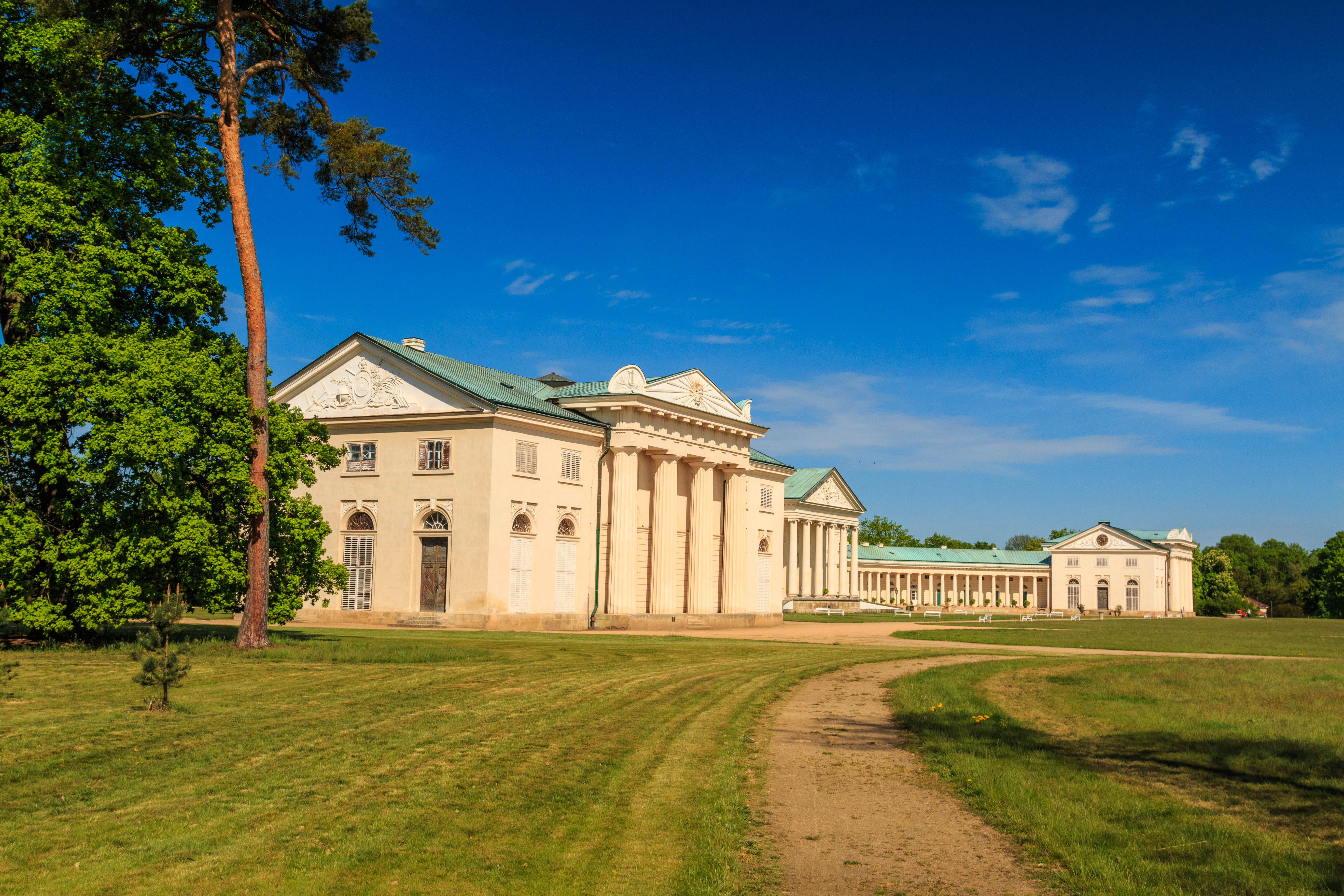
Fischer spolupracoval na zámku Kačina

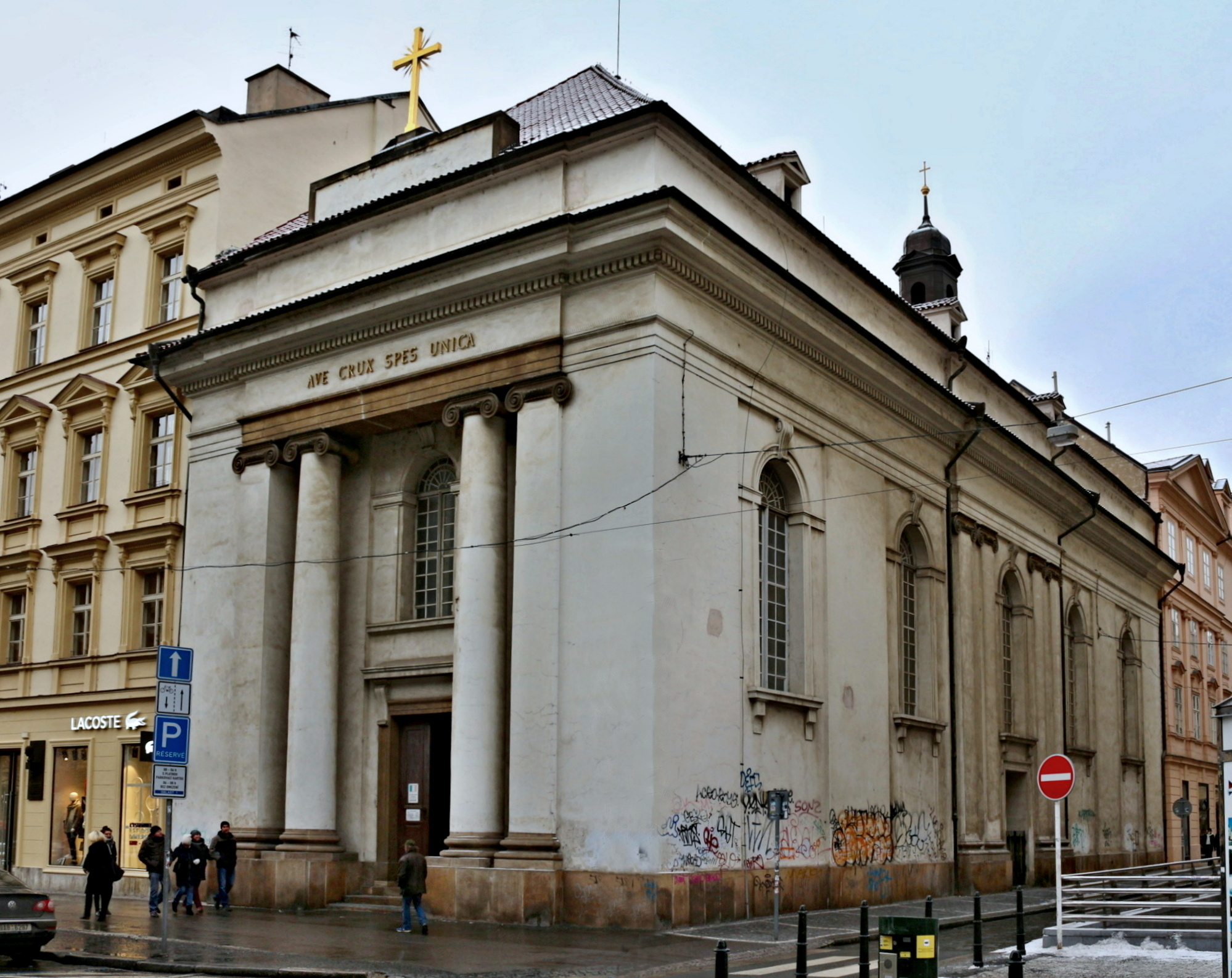
Kostel sv. Kříže

Pocházel z původem bavorské rodiny Josefa Vincence Fischera (1729–1810), malíře, architekta a pedagoga vídeňské Akademie výtvarných umění, který učil ve speciálce architektury ornamentiku, optiku a perspektivu. Matka Valérie byla Rakušanka. Po studiích a stipendijní cestě do Itálie se roku 1785 stal kresličem u c. a k. generálního dvorního stavebního úřadu ve Vídni. Roku 1788 přestoupil na ředitelství stavebního úřadu v Innsbrucku, kde schvaloval a řídil realizaci pozemních a vodních staveb. Byl de facto ředitelem, jímž byl jmenován roku 1790. Roku 1792 se vrátil na c. a k. generální dvorní stavební ředitelství do Vídně. Roku 1796 byl přidělen na jeho českou zemskou pobočku do Prahy, což znamenalo opět schvalování projektů civilních a vodních staveb a dozor nad jejich realizací.
V letech 1803–1806 se stal projektantem adaptace školy a jedním ze zakládajících pedagogů na Královském českém stavovském technickém učilišti v Praze a zároveň stále zastával funkci c. a k. zemského stavebního ředitele. Kromě toho se věnoval vlastním projektům architektury, byl mj. rodinným architektem hraběcí rodiny Chotků z Chotkova a Vojnína. Roku 1819 byl jmenován c. a k. stavebním radou. Na technice se habilitoval a byl jmenován profesorem.

## Rodina
Oženil se s Terezií Meckelovou (1777–1855), s níž se usadil v Praze na Starém Městě; vychovali dvě děti, syna Johanna Nepomuka (1803–?) a dceru Marii (1814–1887).

## Tvorba
- urbanistický koncept Karlína [6]
- Kostel sv. Kříže v Praze Na příkopech, připojený k nově adaptované barokní budově kláštera piaristů – projekt z roku 1816, realizace J. Hausknecht 1819–1823
- úprava kláštera hybernů na Novém Městě pražském (čp. 1073/II) na obytné prostory
- úprava domů v Děčíně
- starý zámek v Jemništi
- hrobka rodu Chotků z Chotkova v Nových Dvorech
- zámek Kačina s knihovnou rodiny Chotků z Chotkova
- úpravy Místodržitelského letohrádku (1804–1805) a dvou vstupních bran s terénem Královské obory v Praze (1814)
- přestavba dolního letohrádku Královské obory v Praze
- úpravy bývalého Svatováclavského semináře čp.240/I v Husově ulici v Praze 1 pro Českou techniku
- lázeňské domy v Karlových Varech
- domy a parkové úpravy podle návrhů Václava Skalníka v Mariánských Lázních
- stavby v zámeckém parku ve Veltrusech pro rodinu Chotků
- úpravy kolem žehušického zámku[7]